# اخیر رشید
اخیر رشید (انگلیسی: Akhyar Rashid؛ زادهٔ ۱ مهٔ ۱۹۹۹) بازیکن فوتبال است.
از باشگاه‌هایی که در آن بازی کرده‌است می‌توان به باشگاه فوتبال کداح اشاره کرد.
وی همچنین در تیم‌های ملی فوتبال جوانان، امید و بزرگسالان مالزی بازی کرده‌است.